# Sacriversum
Sacriversum – polski zespół melodic death metalowy założony w Łodzi w 1992 roku. Początkowo (demo „Dreams od Destiny”) reprezentujący bardziej thrashową odmianę death metalu, ale wraz z dołączeniem do trzyosobowego składu klawiszowca (debiutancki album „The Shadow of the Golden Fire” 1994, reedycja 2022) – grający w stylu łączącym typowo death metalowe riffy z ciężkimi, klimatycznymi fragmentami.
W pierwszych latach działalności Sacriversum inspirowało się dokonaniami takich gwiazd klimatycznego death metalu, jak choćby Tiamat, Edge of Sanity, Opeth, Amorphis, Gorefest, Orphanage. Wkrótce w składzie zespołu pojawił się kobiecy wokal, w związku z czym styl prezentowany przez kapelę zaczął  dryfować w stronę gotyckiego metalu oraz takich grup jak The Gathering, Within Temptation czy Nightwish. W sześcioosobowym składzie zespół nagrywał kolejne albumy, ukazujące się zarówno w Polsce jak i nakładem wytwórni zagranicznych: „Soteria” (1998), „Beckettia” (2000), „Mozartia” (2003), „Sigma Draconis” (2004). Jednak w roku 2005 zespół ogłosił zawieszenie działalności.
Sacriversum wznowiło działalność siedemnaście lat później, w 2022 roku, przy okazji wznowienia, nakładem Oldschool Metal Maniac/Thrashing Madness albumu "Shadow Of The Golden Fire – Early Days". Zespół wrócił do stylu zaprezentowanego właśnie na tym albumie, już bez kobiecych wokali.
W koncercie reaktywacyjnym (październik 2022), gdy zespół na scenie w rodzinnej Łodzi wykonał na żywo większość repertuaru z pierwszego albumu, wzięli udział dwaj jego członkowie z czasów debiutanckiej płyty: Remigiusz „Remo” Mielczarek (bass, voc) i Krzysztof „Baran” Baranowicz (keys). Wystąpili też, współtworząc skład odrodzonego Sacriversum, Krystian „MacKozer” Kozerawski (gitarzysta zespołu na płytach „Mozartia” i „Sigma Draconis”) oraz perkusista Jan „Trocin” Traciński.
Podczas koncertu reaktywacyjnego Sacriversum zarejestrowany został materiał live, wydany następnie (grudzień 2023) dzięki wytwórni Deformeathing Production w postaci dwupłytowego dipgipacka CD/DVD: „The Light of the Live Storm – Live in Lodz 2022”. Reaktywacja w starym stylu powiodła się, zespół dużo koncertuje, deklarując także wydawanie nowych kompozycji, wciąż utrzymanych w klimacie death metalowych korzeni kapeli.

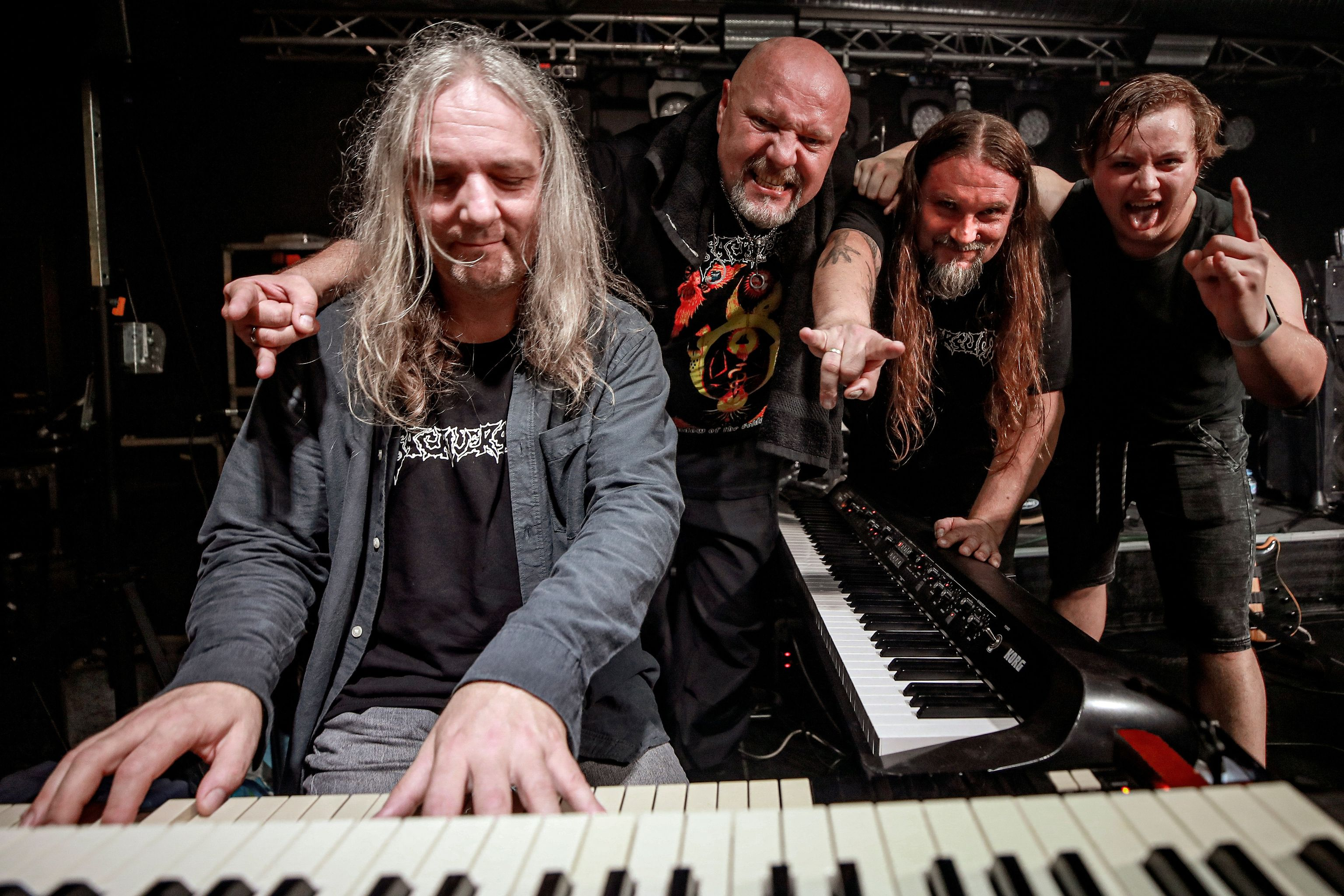
Sacriversum, koncert reaktywacyjny w Klubopiwiarni w Łodzi, październik 2022

## Dyskografia
Albumy
- The Shadow Of The Golden Fire (1994, Baron Records)
- Soteria (1998, Morbid Noizz Productions)
- Beckettia (2000, Serenades Records)
- Mozartia (2003, Metal Mind Productions)[7][8]
- Sigma Draconis (2004, Metal Mind Productions)[9]
- The Light Of The Live Storm – Live in Lodz 2022 (2023, CD+DVD, Deformeathing Production)[10]

Inne
- Dreams Of Destiny (demo, 1992, wydanie własne)
- Shadow Of The Golden Fire - Early Days (kompilacja, 2001, Serenades Records)
- Born to Be the Best (demo, 2001, wydanie własne)
- Saevitia Draconis (2005, DVD, Metal Mind Productions)[11]